# Зад волана
„Зад волана“ (на английски: Baby Driver) е американско-британски филм от 2017 г. на режисьора Едгар Райт. В него се разказва за Бейби – почитател на музиката, който е принуден да работи за престъпен бос като шофьор на коли за измъкване при обири. Много от движенията на актьорите в хореографията са синхронизирани със саундтрака на филма.

## Заснемане
Снимачният период на филма се състои в Атланта, Джорджия от 17 февруари до 13 май 2016 г.